# Бале (станция)
Ба́ле (латыш. Bāle) — железнодорожная станция на линии Рига — Лугажи, ранее являвшейся частью Псково-Рижской железной дороги. Станция упоминалась в документах в 1919 — 1922 годах, повторно открылась в 1929 году.
Находится на территории Каугурской волости (Беверинский край) между станциями Лоде (расстояние 9 км) и Валмиера (расстояние 7 км).

## Движение поездов
По станции проходят пассажирские дизель-поезда 656Р, 661Р, 662Р, 663Р, 664Р, 667Р и 668Р.